# Estádio Olímpico Regional Jacy Miguel Scanagatta
O Estádio Olímpico Regional Jacy Miguel Scanagatta é um estádio de futebol localizado na cidade de Cascavel, Paraná. Foi construído e é administrado pela Prefeitura de Cascavel.

## História
Foi inaugurado em 10 de novembro de 1982, com capacidade original de 42 000 espectadores, porém no jogo inaugural, quando o time da casa perdeu para o São Paulo pelo placar de 1x0, o público foi de 45 mil pessoas. Atualmente seu principal usuário é o FC Cascavel.
O local também é utilizado como palco para eventos, shows e cultos religiosos, quando pode comportar até 50 mil pessoas.
No período de 18 a 29 de janeiro de 2000 foram realizados no estádio os jogos do grupo B do Torneio Pré-Olímpico Sul-Americano Sub-23, entre as seleções da Argentina, Bolívia, Paraguai, Peru e Uruguai.
Recebeu grandes times brasileiros, com destaque para Seleção Brasileira Sub-23 (em jogo contra o Flamengo em 1986), Atlético Paranaense, Coritiba, Paraná, Internacional, Grêmio e Santos. O último jogo de grande importância foi entre as equipes do Coritiba e do Santos, válida pelo Campeonato Brasileiro de 2009, com a vitória Santista por 1x0, gol do meio-campista Paulo Henrique Ganso, jogo que também teve a participação do atacante Neymar.
Uma curiosidade sobre este jogo é o fato da partida ter ocorrido na época de um risco de epidemia de gripe suína, então a Secretaria de Saúde do município distribuiu máscaras cirúrgicas para os torcedores, o que tornou este jogo conhecido como "O Jogo das Máscaras".
No dia 16 de Fevereiro de 2019, o Estádio Olímpico Regional recebeu outro jogo de grande importância, FC Cascave] x Coritiba, na Semifinal da Taça Barcímio Sucupira do Campeonato Paranaense de 2019. O jogo terminou em 0 x 0 no tempo normal e foi decidido nos pênaltis, com a vitória do time da capital pelo placar de FC Cascavel 0 (3) x 0 (5) Coritiba. A partida teve um público total de 11.501, com um público pagante de 9.853.
Em 2019 foi palco do primeiro encontro entre FC Cascavel e Cascavel CR no futebol profissional, duelo que recebeu o nome de "Clássico do Veneno". A partida aconteceu no dia 31 de março, válida pela quinta e última rodada da Taça Dirceu Kruger e contou com um público total de 4 138 torcedores, sendo 3 741 o publico pagante. A partida acabou empatada em 1x1.
Nos últimos anos voltou a ser a ser palco de grandes partidas e títulos, com o FC Cascavel campeão do Paranaese 3° divisão de 2013, Paranaense 2° divisão de 2014 e Cascavel CR campeão do Paranaense 3° divisão de 2015.

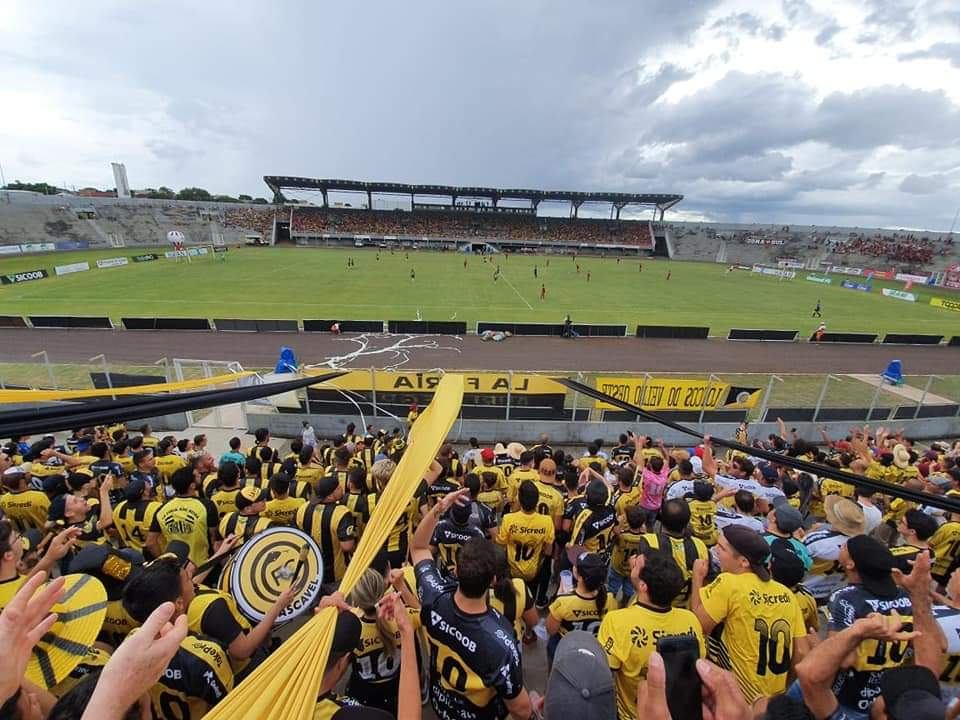
Partida do Futebol Clube Cascavel

Em 2020, o estádio recebeu jogos do FC Cascavel e do Cascavel CR pelo Campeonato Paranaense, com direito a quebra de recorde da Serpente Aurinegra, em uma partida válida pela 6° rodada do Campeonato Paranaense 2020 na qual o FC Cascavel derrotou o Athletico Paranaense pelo placar de 1 a 0, com um público pagante de 13.443 espectadores.
Em 2020 recebeu partidas do FC Cascavel válidas pelo Campeonato Brasileiro Série D,  entre os adversários do estiveram as equipes da Portuguesa (RJ), Toledo (PR), Mirassol (SP), Bangu (RJ), Nacional (PR), Ferroviária (SP) e Cabofriense (RJ), que juntas formaram o grupo 7.
Em 2021 o estádio recebeu jogos do Campeonato Paranaense pelo FC Cascavel e Cascavel CR, e do Campeonato Brasileiro Série D e da Copa do Brasil pelo FC Cascavel.
Atualmente recebe partidas apenas do FC Cascavel.

## Homenageado
O nome original do estádio era Arnaldo Busatto, mas em 16 de maio de 2023 a denominação foi alterada para Jacy Miguel Scanagatta, empresário e ex-prefeito do município, responsável pela construção do espaço.